# Плати
Плати (итал. Platì) је насеље у Италији у округу Ређо ди Калабрија, региону Калабрија.
Према процени из 2011. у насељу је живело 2076 становника. Насеље се налази на надморској висини од 302 м.

## Становништво
Према резултатима пописа становништва 2011. у општини је живело 3.711 становника.
| 1931. | 1936. | 1951. | 1961. | 1971. | 1981. | 1991. | 2001. | 2011. |
| ----- | ----- | ----- | ----- | ----- | ----- | ----- | ----- | ----- |
| 5.763 | 5.791 | 6.200 | 5.120 | 3.885 | 3.763 | 3.840 | 3.823 | 3.711 |